# Maria Eugénia Martins de Nazaré Ribeiro
Maria Eugénia Martins de Nazaré Ribeiro (* 1956) ist eine portugiesische Juristin und ehemalige Richterin am Gericht der Europäischen Union.
Martins de Nazaré Ribeiro absolvierte ihr Studium in Lissabon, Brüssel und Straßburg. Sie arbeitete als Rechtsanwältin in Portugal und Belgien. Einen Forschungsaufenthalt verbrachte sie an der Université Libre de Bruxelles am Institut d’études européennes.
Von 1986 bis 2000 war sie Rechtsreferentin am Gerichtshof Moitinho de Almeida in Portugal und von 2000 bis 2003 Rechtsreferentin bei Bo Vesterdorf,  Präsident des „Gerichts Erster Instanz der Europäischen Gemeinschaften“ (seit 2009 „Gericht der Europäischen Union“).
Am 31. März 2003 wurde sie Richterin an Gericht Erster Instanz; ihre Amtszeit wurde 2004 bis zum 31. August 2010 verlängert. Erneut verlängert wurde ihre Amtszeit 2010 bis zum 31. August 2016.